# Monty Oum
Monyreak "Monty" Oum (/oʊm/ OHM; 22 tháng 6 năm 1981 – 1 tháng 2 năm 2015) là họa sĩ diễn hoạt và nhà biên kịch người Mỹ.
Oum đã thu hút sự chú ý trong cộng đồng game thủ sau khi phát hành một video hoạt hình vào năm 2007, có tựa đề Haloid, khi mà các nhân vật trong dòng game Halo và Metroid giao chiến lẫn nhau lan truyền rộng rãi trên mạng Internet. Vào tháng 10 cùng năm, anh phát hành phần tiếp theo mang tên Dead Fantasy. Oum bắt đầu làm việc cho hãng Rooster Teeth, đóng vai trò là nhà làm phim hoạt hình chính cho Red vs. Blue, và tạo ra loạt phim hoạt hình gốc RWBY.
Oum bị phản ứng dị ứng nghiêm trọng và hôn mê vào tháng 1 năm 2015. Anh qua đời ngày 1 tháng 2 năm 2015 tại Austin, Texas.

## Thân thế

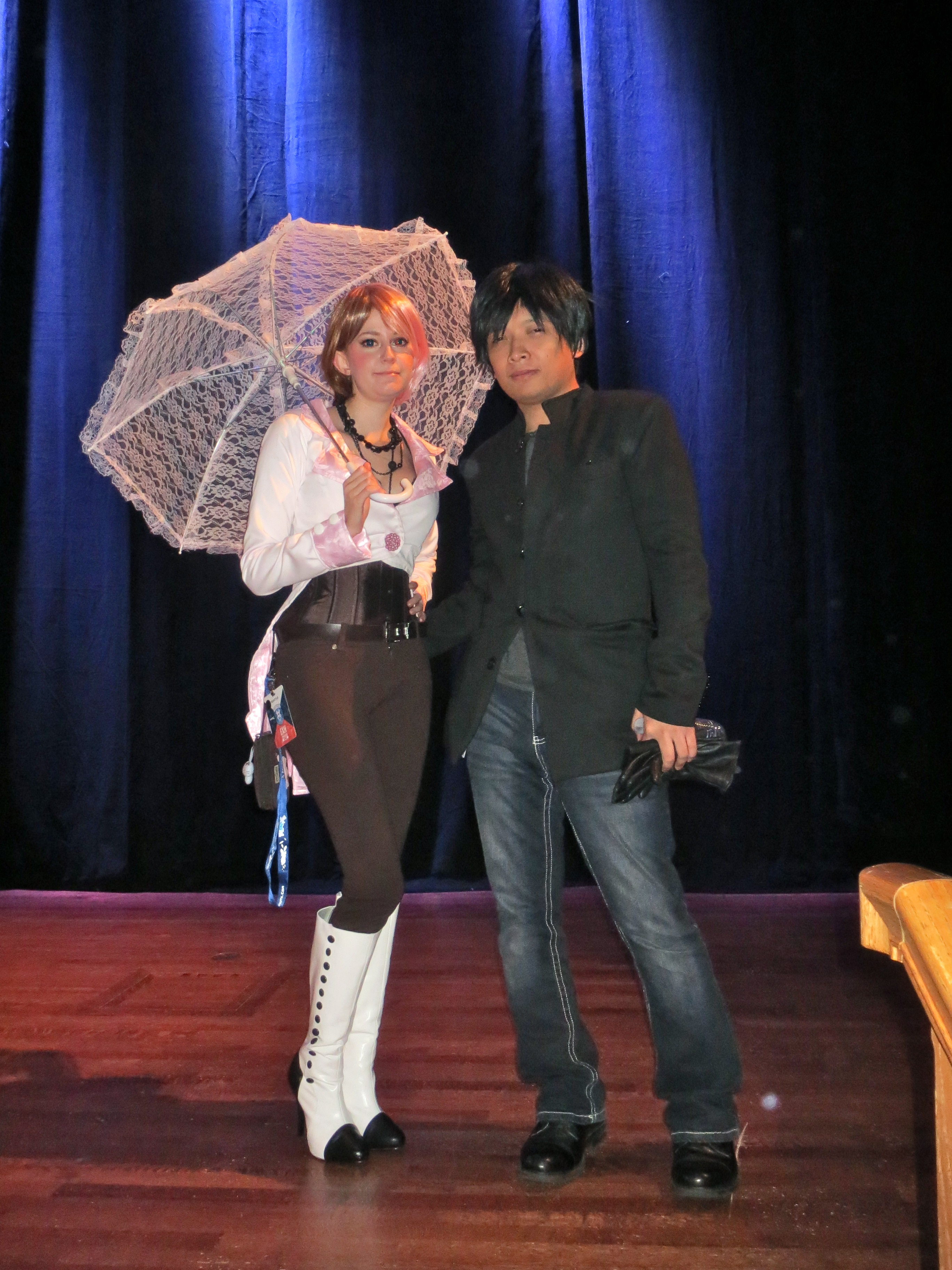
Sheena và Monty Oum tại PAX West năm 2014.

Oum chào đời tại Providence, Rhode Island vào năm 1981. Anh là người gốc Campuchia, Việt Nam, Trung Quốc và Nhật Bản. Anh có bốn anh trai (bao gồm Neath, người đảm nhận lồng tiếng cho nhân vật RWBY Lie Ren sau cái chết của Oum) và hai chị gái. Hồi còn tuổi thiếu niên, Oum từng là sinh viên tại New Urban Arts, một studio nghệ thuật cộng đồng dành cho học sinh trung học ở Providence.

## Sự nghiệp

### Công việc độc lập
Oum bỏ học cấp ba và bắt đầu tổng hợp các video dành cho người hâm mộ chơi game vào đầu năm 2002. Tháng 1 năm 2007, anh phát hiện ra một số kỹ thuật đảo ngược trực tuyến cho phép anh trích xuất các mô hình từ Halo 2 và sử dụng nội dung từ Super Smash Bros. Melee tạo ra "cuộc đối đầu cuối cùng" giữa SPARTAN (Halo) và Samus Aran (Metroid) trong Haloid, một từ ghép của hai dòng game này. Các video nêu trên đã thu hút được số lượt xem trực tuyến đáng kể. Sau đó vào năm 2007, Oum sản xuất một loạt phim mang tên "Dead Fantasy" có sự góp mặt của các nhân vật trong Final Fantasy và Dead or Alive giao chiến lẫn nhau.

### Công việc ngành nghề
Hai tháng sau khi Haloid ra mắt, nhiều công ty game đã tìm kiếm Oum, và cuối cùng anh đã được Midway Games thuê làm nhà thiết kế cảnh chiến đấu. Năm 2008, anh được Namco Bandai Games thuê làm nhà thiết kế cảnh chiến đấu và họa sĩ diễn hoạt cho tựa game Afro Samurai. Trải nghiệm ngắn ngủi trong ngành công nghiệp game khiến Oum nản lòng, và vào năm 2009, anh gặp nhà đồng sáng lập Rooster Teeth Burnie Burns tại một hội thảo ở San Diego Comic-Con International và hai người đã thảo luận về khả năng Monty làm việc cho công ty này. Mãi đến PAX East 2010, người ta mới thông báo rằng Oum đã được thuê làm họa sĩ diễn hoạt cho loạt web dài tập của công ty mang tên Red vs. Blue.
Tác phẩm tiếp theo của anh, loạt phim hoạt hình RWBY, có các cảnh chiến đấu kỳ ảo và hấp dẫn giữa các nhân vật siêu năng lực thu hút được lượng người theo dõi trực tuyến. RWBY là một thành công về mặt thương mại của hãng Rooster Teeth, và các bài phê bình đã nêu bật chất lượng cao của những cảnh chiến đấu hoạt hình trong phim. Hai mùa của chương trình đã được sản xuất, với phần thứ ba được sản xuất vào thời điểm Oum qua đời vào đầu năm 2015. Hiện chương trình đã chiếu được chín mùa.

## Cái chết
Ngày 22 tháng 1 năm 2015, Oum bị phản ứng dị ứng nghiêm trọng không xác định trong một "thủ tục y tế đơn giản". Ngày 30 tháng 1, nhà đồng sáng lập Rooster Teeth Burnie Burns cho biết Oum "đang được chăm sóc đặc biệt và không biết liệu anh ấy có bình phục nổi hay không". Một trang quyên góp được thiết lập để chi trả chi phí y tế trên GoFundMe, và nhận được hơn 210.000 USD. Ngày 1 tháng 2 năm 2015, lúc 4 giờ 34 phút buổi chiều, Oum qua đời do phản ứng dị ứng nói trên.

## Đóng phim
| Năm     | Tên                          | Đạo diễn | Biên kịch | Họa sĩ diễn hoạt | Diễn viên | Số khác | Ghi chú                                                       |
| ------- | ---------------------------- | -------- | --------- | ---------------- | --------- | ------- | ------------------------------------------------------------- |
| 2007    | Haloid                       | Có       | Có        | Có               |           | Có      | Nhà sản xuất, nhà quay phim, biên tập viên, hiệu ứng hình ảnh |
| 2007–09 | Dead Fantasy                 | Có       | Có        | Có               |           | Có      | Creator                                                       |
| 2009    | Afro Samurai                 |          |           |                  |           | Có      | Nhà thiết kế bổ sung                                          |
| 2010–12 | Red vs. Blue                 | Có       | Có        | Có               |           | Có      | Nhà quay phim                                                 |
| 2010–14 | Immersion                    |          |           |                  | Có        |         |                                                               |
| 2013    | Internet Box Panel, RTX 2013 |          |           |                  | Có        | Có      | P. F. Chang's Deliveryman                                     |
| 2013–16 | RWBY                         | Có       | Có        | Có               | Có        | Có      | Người sáng tạo, lồng tiếng cho Ren (Tập 1 và 2)               |

## Giải thưởng
| Năm  | Giải thưởng                             | Thể loại                                  | Tên tác phẩm | Kết quả   |
| ---- | --------------------------------------- | ----------------------------------------- | ------------ | --------- |
| 2014 | Streamy Awards                          | Best Animated (Channel, Show hoặc Series) | RWBY         | Đoạt giải |
| 2014 | International Academy of Web Television | Best Animated Series                      | RWBY         | Đoạt giải |
| 2012 | Producers Guild of America              | Outstanding Digital Series                | Red vs. Blue | Đề cử     |